# Stéphane Dumont
Stéphane Dumont (ur. 6 września 1982 w Seclin) – francuski piłkarz występujący na pozycji pomocnika we francuskim klubie AS Monaco. Mierzy 183 cm wzrostu.

## Kariera klubowa
Stéphane Dumont od początku swojej kariery związany jest z Lille OSC. W sezonie 2005/2006 wraz z drużyną występował w Pucharze UEFA. Następnie w sezonach 2005/2006 i 2006/2007 grał w fazie grupowej Ligi Mistrzów, dochodząc w 2007 roku do 1/8 finału. W sezonie 2009/2010 Lille grało w Lidze Europy.
| Sezon   | Klub      | Kraj    | Rozgrywki | Mecze | Bramki | Rozgrywki Europy | Mecze | Bramki |
| ------- | --------- | ------- | --------- | ----- | ------ | ---------------- | ----- | ------ |
| 2003/04 | Lille OSC | Francja | Ligue 1   | 6     | 0      | -                | -     | -      |
| 2004/05 | Lille OSC | Francja | Ligue 1   | 32    | 3      | Liga Europy UEFA | 8     | 0      |
| 2005/06 | Lille OSC | Francja | Ligue 1   | 9     | 1      | -                | -     | -      |
| 2006/07 | Lille OSC | Francja | Ligue 1   | 19    | 2      | Liga Europy UEFA | 10    | 0      |
| 2007/08 | Lille OSC | Francja | Ligue 1   | 21    | 1      | -                | -     | -      |
| 2008/09 | Lille OSC | Francja | Ligue 1   | 16    | 1      | -                | -     | -      |
| 2009/10 | Lille OSC | Francja | Ligue 1   | 23    | 1      | Liga Europy UEFA | 10    | 2      |
| 2010/11 | Lille OSC | Francja | Ligue 1   | 12    | 0      | Liga Europy UEFA | 6     | 0      |
| 2011/12 | AS Monaco | Francja | Ligue 2   | 12    | 0      | -                | -     | -      |
| 2012/13 | AS Monaco | Francja | Ligue 2   | 6     | 0      | -                | -     | -      |
| 2013/14 | AS Monaco | Francja | Ligue 1   | 0     | 0      | -                | -     | -      |

Stan na: 25 czerwca 2013 r.